# Сорокинський район (Тюменська область)
Соро́кинський район (рос. Сорокинский район) — муніципальний район у складі Тюменської області, Росія.
Адміністративний центр — село Велике Сорокино.

## Географія
Сорокинський район розташований в південно-східній частині Тюменської області і відноситься до сільськогосподарської зоні області. На півночі район межує з Вагайським районом, на сході з Вікуловським, на півдні з Ішимським і Абатським районами, на заході з Аромашевським районом.
Рельєф спокійний, відносні перевищення в межах району не менше 10-12 м. На території району характерний слабкий дренаж, сильна заболоченість. Переважаючі ґрунти суглинні і торф'яні, у вологому стані важкопрохідні для транспортних засобів.

## Історія
Великосорокинський район утворено 3 листопада 1923 року у складі Ішимського округу Уральської області на території колишніх Великосорокинської, Вознесенської та Готопутовської волостей Ішимського повіту Тюменської губернії. До його складу увійшли 17 сільрад: Александровська, Великосорокинська, Ворсіхинська, Готопутовська, Дмитрієвська, Желнінська, Жидоусовська, Костилевська, Ликошинська, Новоніколаєвська, Осиновська, Пінігінська, Преображенська, Рядовиченська, Стрільцовська, Тиханіхинська та Чистяковська. 1 квітня 1925 року район перейменовано в Сорокинський район. У 1925—1926 роках ліквідовано Костилевську сільраду. У 1926—1927 роках утворено Пегушинську сільраду. 15 вересня 1926 року Великосорокинська сільрада перейменована в Сорокинську.
1 січня 1932 ройон ліквідовано, при цьому Ворсіхинська, Готопутовська, Дмитрієвська, Желнінська, Жидоусовська, Новоніколаєвська, Пегушинська, Преображенська, Тиханіхинська та Чистяковська сільрада передані до складу Вікуловського району, інші — до складу Ішимського району. 25 січня 1935 року район був відновлений у складі Омської області. До його складу увійшли 17 сільрад, які перебували у складі району до ліквідації, а також Алексієвська і Великокусеряцька сільради Аромашевського району, Знаменщиковська сільрада Вікуловського району, Казанська, Неволинська та Прокуткінська сільради Ішимського району. 19 вересня 1939 року ліквідовані Неволинська, Пегушинська, Рядовиченська та Чистяковська сільради, Великокусеряцька сільрада повернута до складу Аромашевського району.
14 серпня 1944 року район увійшов до складу Тюменської області. 6 грудня 1951 року Дмитрієвська сільрада перейменована в Калиновську. 7 червня 1954 року ліквідовані Желнінська, Жидоусовська, Казанська, Ликошинська та Новоніколаєвська сільради. 28 червня 1956 року Тиханіхинська та Стрільцовська сільради об'єднані в Жидоусовську. 11 грудня 1958 року Алексієвська сільрада перейменована в Малокусеряцьку. 23 липня 1959 року ліквідовані Александровська та Преображенська сільради. 6 серпня 1959 року ліквідована Жидоусовська сільрада.
1 лютого 1963 року район був ліквідований, територія відійшла до складу Ішимського сільського району. 12 січня 1965 року район був відновлений у складі 8 сільрад, які існували у його складі до ліквідації, а також Балахлейської, Кротовської, Малоскарединської та Новопетровської сільради Голишмановського сільського району. Прокуткінська сільрада залишилась у складі Ішимського району. 30 червня 1966 року утворено Покровську сільраду, Малокусеряцька сільрада ліквідована. 9 грудня 1970 року Кротовська, Малоскарединська та Новопетровська сільради передані до складу Аромашевського району.
2004 року сільради були перетворені в сільські поселення, при цьому Осиновська сільрада поділена між Пінігінським та Сорокинським сільськими поселеннями, Калиновська сільрада увійшла до складу Покровського сільського поселення.

## Населення
Населення району становить 9403 особи (2020; 9692 у 2018, 10254 у 2010, 11801 у 2002).
Національний склад — 87 % росіян, 3,1 % казахів, 2,7 % німців, 2,1 % мордви, є українці, білоруси, чуваші, татари, комі-пермяки, азербайджанці, чеченці, поляки, башкири та представники інших національностей.

## Адміністративно-територіальний поділ
На території району 7 сільських поселення:
| Поселення                          | Площа, км² | Населення, осіб (2002) | Населення, осіб (2010) | Населення, осіб (2018) | Населення, осіб (2020) | Центр           | Населені пункти |
| ---------------------------------- | ---------- | ---------------------- | ---------------------- | ---------------------- | ---------------------- | --------------- | --------------- |
| Александровське сільське поселення | 281,64     | 784                    | 652                    | 571                    | 542                    | Александровка   | 3               |
| Ворсіхинське сільське поселення    | 303,31     | 893                    | 749                    | 650                    | 597                    | Ворсіха         | 4               |
| Готопутовське сільське поселення   | 500,41     | 1793                   | 1391                   | 1203                   | 1145                   | Готопутово      | 7               |
| Знаменщиковське сільське поселення | 173,88     | 447                    | 289                    | 230                    | 206                    | Знаменщиково    | 2               |
| Пінігінське сільське поселення     | 270,46     | 958                    | 881                    | 691                    | 670                    | Нижньопінігіно  | 5               |
| Покровське сільське поселення      | 541,20     | 706                    | 462                    | 368                    | 339                    | Покровка        | 3               |
| Сорокинське сільське поселення     | 630,32     | 6220                   | 5830                   | 5979                   | 5904                   | Велике Сорокино | 6               |

## Найбільші населені пункти
Населені пункти з чисельністю населення понад 1000 осіб:
| № | Населений пункт | Населення, осіб (2002) | Населення, осіб (2010) |
| - | --------------- | ---------------------- | ---------------------- |
| 1 | Велике Сорокино | 5497                   | 5317                   |